# Roksana Węgiel

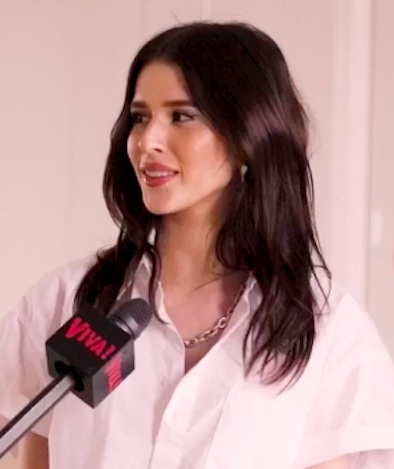
Roksana Węgiel, 2024

Roksana Emilia Węgiel, auch bekannt als Roxie (* 11. Januar 2005 in Jasło, Polen) ist eine polnische Sängerin. Sie gewann den Junior Eurovision Song Contest 2018 in Minsk mit ihrem Lied Anyone I Want to Be.

## Kindheit
Węgiel wurde 2005 in Jasło in Polen geboren. Als Kind turnte und tanzte sie und nahm zudem an internationalen Judo-Wettkämpfen teil. Mit acht Jahren fing sie aufgrund eines Karaoke-Konzerts bei einem Judo-Camp in Kroatien mit dem Singen an.

## Karriere
Węgiels Gesangskarriere begann 2017, als sie an der ersten Staffel der polnischen Version von The Voice Kids teilnahm. Bei ihrer Blindaudition sang sie Halo von Beyoncé, woraufhin sich alle drei Coaches für sie umdrehten. Sie schloss sich dem Team der polnischen Sängerin Edyta Górniak an, die Polen beim Eurovision Song Contest 1994 vertreten hat. Letztlich gewann Węgiel die Staffel im Finale am 24. Februar 2018, wo sie Górniaks Eurovision-Beitrag To nie ja! und ihre Single Żyj sang. Nach ihrem Sieg erhielt sie einen Vertrag mit Universal Music Polska und veröffentlichte ihre zweite Single Obiecuję. Im Oktober 2018 nahm Węgiel gemeinsam mit Górniak die Single Zatrzymać chwilę auf, die Teil des Soundtracks der polnischen Version des Films Hotel Transsilvanien 3 – Ein Monster Urlaub war.

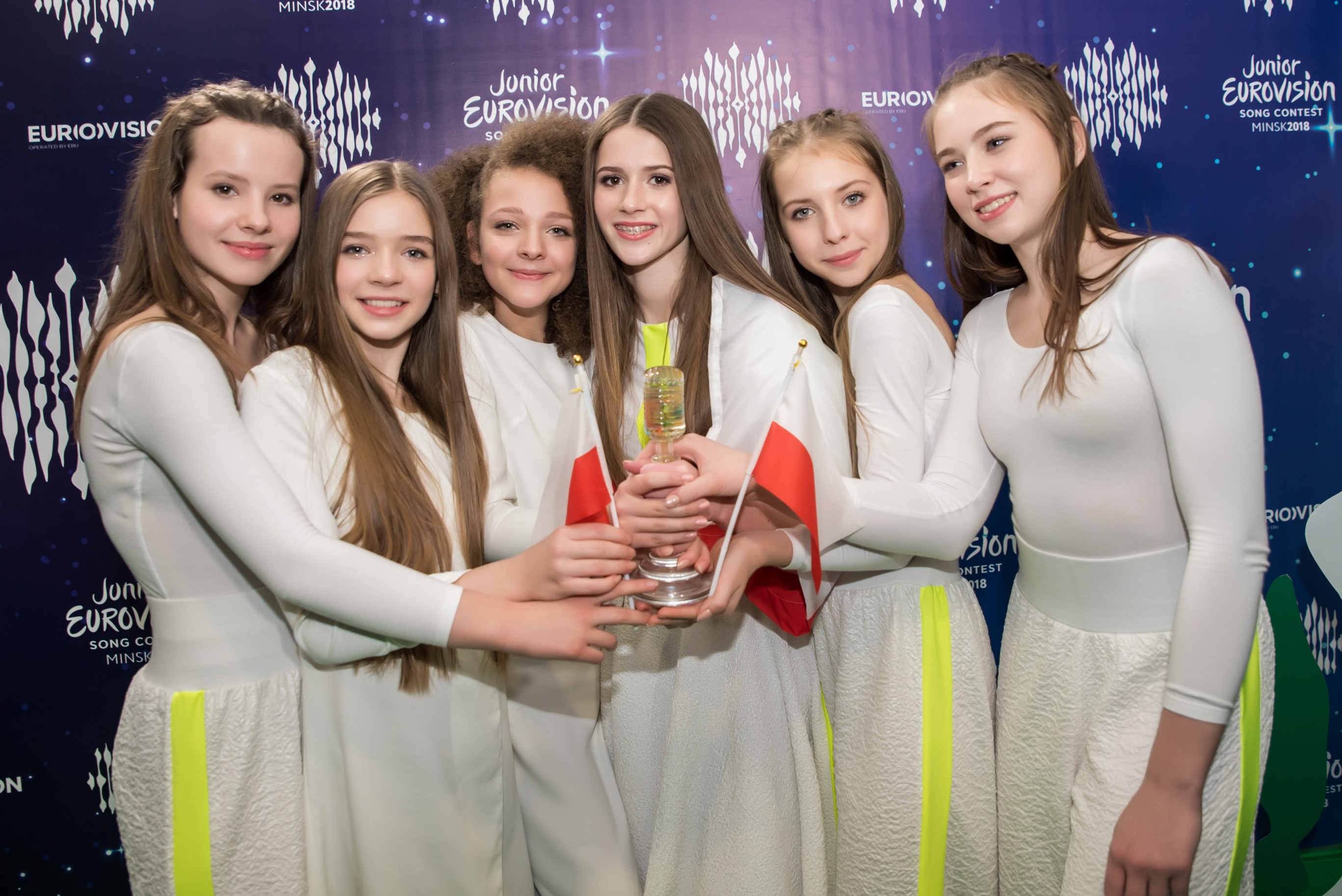
Roksana Węgiel mit ihren Tänzerinnen beim JESC 2018

Am 21. September 2018 wurde Węgiel als polnische Vertreterin beim Junior Eurovision Song Contest 2018 bekannt gegeben. Ihr Lied Anyone I Want to Be wurde von der polnischen Sängerin Lanberry, dem dänischen Produzenten Cutfather, der britisch-amerikanischen Songwriterin Maegan Cottone und dem dänisch-norwegischen Musiker Daniel Heløy Davidsen geschrieben. Beim Wettbewerb am 25. November gewann Węgiel mit 215 Punkten. Dabei belegte sie bei der Jury den siebten und bei der Publikumsabstimmung den ersten Platz. Węgiel sorgte hiermit für den ersten Sieg Polens beim Junior Eurovision Song Contest.
2019 veröffentlichte Węgiel ihr erstes internationales Lied namens Lay Low, wofür sie viel Kritik bekam, da das Lied als für ihr Alter unangemessen betrachtet wurde.
Beim Junior Eurovision Song Contest 2019 moderierte Węgiel an der Seite von Ida Nowakowska und Aleksander Sikora. Außerdem sang sie in der Abstimmungspause ihr Gewinnerlied aus dem Vorjahr.
Bei den 2019 MTV Europe Music Awards gewann sie den Preis als Best Polish Act. Im Oktober des gleichen Jahres ging sie zudem auf ihre erste Tour, The X Tour Roxie.
2024 nahm Węgiel an der 27. Staffel von Taniec z gwiazdami, der polnischen Version von Dancing with the Stars, teil. Dort erreichte sie gemeinsam mit ihrem Tanzpartner Michał Kassin das Finale, wo sie den zweiten Platz belegten.

## Privates
Węgiels Eltern heißen Rafał and Edyta. Sie hat zwei jüngere Brüder, Maksymilian und Tymoteusz. Von November 2018 bis Mitte des Jahres 2019 soll sie angeblich den belarussischen Sänger Daniel Yastremski gedatet haben, den sie beim Junior Eurovision Song Contest getroffen hat. Seitens einiger polnischen Medien wurde zudem behauptet, dass sie mit Viki Gabor im Streit läge, vermutlich da sie beide polnische Gewinnerinnen des Junior Eurovision Song Contests sind und ein ähnliches Alter haben. Węgiel bestritt dies jedoch und behauptete, dass sie Viki von Anfang an die Daumen gedrückt habe.
Im August 2024 heiratete Węgiel den Musiker und Geschäftsmann Kevin Mglej.

## Diskografie

### Alben
| Jahr | Titel Musiklabel                      | Höchstplatzierung, Gesamtwochen, AuszeichnungChartsChartplatzierungen (Jahr, Titel, Musiklabel, Platzierungen, Wochen, Auszeichnungen, Anmerkungen) | Anmerkungen                                           |
| Jahr | Titel Musiklabel                      | PL | Anmerkungen                                           |
| ---- | ------------------------------------- | --- | ----------------------------------------------------- |
| 2019 | Roksana Węgiel Universal Music Polska | PL3 Platin · (49 Wo.)PL | Erstveröffentlichung: 7. Juni 2019 als Roksana Węgiel |
| 2023 | 13+5 Universal Music Polska           | PL6 Gold · (7 Wo.)PL | Erstveröffentlichung: 31. März 2023 als Roxie         |

### Singles
| Jahr | Titel Album                         | Höchstplatzierung, Gesamtwochen, AuszeichnungChartsChartplatzierungen (Jahr, Titel, Album, Platzierungen, Wochen, Auszeichnungen, Anmerkungen) | Anmerkungen                                                  |
| Jahr | Titel Album                         | PL | Anmerkungen                                                  |
| --- | ----------------------------------- | --- | ------------------------------------------------------------ |
| 2018 | Anyone I Want To Be Roksana Węgiel  | PL4 Platin · (21 Wo.)PL | Erstveröffentlichung: 6. November 2018                       |
| 2019 | Dobrze jest jak jest Roksana Węgiel | PL14 Platin · (23 Wo.)PL | Erstveröffentlichung: 5. Juni 2019                           |
| 2021 | Korona –                            | PL15 (10 Wo.)PL | Erstveröffentlichung: 11. Juni 2021                          |
| 2021 | Kanaryjski –                        | PL33 (5 Wo.)PL | Erstveröffentlichung: 27. August 2021                        |
| 2024 | Falochrony –                        | PL2 ×2Doppelplatin · (32 Wo.)PL | Erstveröffentlichung: 23. August 2024 mit Mata               |
| 2024 | Damą być –                          | PL93 (1 Wo.)PL | Erstveröffentlichung: 20. September 2024 mit Maryla Rodowicz |
| Folgende Lieder erschienen nicht als Single, wurden aber durch das Album zum Download und Streaming bereitgestellt und konnten somit eine Platzierung erlangen: |                                     | |                                                              |
| |                                     | |                                                              |
| 2019 | Potrafisz Roksana Węgiel            | PL46 (1 Wo.)PL |                                                              |
| 2023 | Miasto 13+5                         | PL47 Platin · (15 Wo.)PL |                                                              |

Weitere Singles
- 2018: Żyj (PL: Gold)
- 2018: Obiecuję
- 2018: Zatrzymać chwilę (mit Edyta Górniak)
- 2018: Święta to czas niespodzianek (mit Zuza Jabłońska und 4Dreamers)
- 2019: Lay Low (PL: Platin)
- 2019: Bunt
- 2019: Potrafisz
- 2019: Half of My Heart
- 2019: MVP
- 2020: Nie z tej ziemi (mit Małe TGD)
- 2020: Tajemnice (feat. Pawbeats)
- 2021: Napad na bank (mit Ekipa, PL: Platin) (Album: Sezon3)

### Gastbeiträge
- 2019: Live It Up (B-OK feat. Roxie und Kristian Kostow)

## Auszeichnungen und Nominierungen
| Jahr | Auszeichnung                  | Kategorie              | Ergebnis  |
| ---- | ----------------------------- | ---------------------- | --------- |
| 2019 | Fryderyki 2019                | New Face of Fonography | Nominiert |
| 2019 | Kid’s Choice Awards           | Favorite Polish Artist | Nominiert |
| 2019 | Plejada Awards                | Debut of the Year      | Gewonnen  |
| 2019 | Top of the Top Sopot Festival | Young Choice Award     | Gewonnen  |
| 2019 | JOY Influencer of the Year    | Music Influencer       | Nominiert |
| 2019 | MTV Europe Music Awards       | Best Polish Act        | Gewonnen  |
| 2020 | Bestsellery Empiku 2019       | Pop Music              | Gewonnen  |
| 2020 | Fryderyki 2020                | Album of the Year      | Nominiert |
| 2020 | Kid’s Choice Awards           | Favorite Polish Artist | Gewonnen  |